# Clint Mansell
Clinton Darryl Mansell (Coventry, 7 de janeiro de 1963) é um cantor, guitarrista e compositor inglês, indicado ao Globo de Ouro. É o antigo vocalista e guitarrista do Pop Will Eat Itself.
Amigo e colaborador de Darren Aronofsky, Mansell começou a sua parceria desde 1998, como por exemplo: Pi (1998) (o primeiro filme da parceria Mansell e Aronofsky), Requiem for a Dream (2000), The Fountain (2006), The Wrestler (2008), Black Swan (2010) e Noah (2014).

## Trilhas sonoras
- Pi, 1998
- Requiem for a Dream, 2000
- World Traveler, 2001
- The Hole, 2001
- Knockaround Guys, 2001
- Abandon, 2002
- Murder by Numbers, 2002
- Sonny, 2002
- The Hire: Ticker, 2002
- 11:14, 2003
- Suspect Zero, 2004
- Sahara, 2005
- Doom, 2005
- The Fountain, 2006
- Trust the Man, 2006
- Smokin' Aces, 2006
- Wind Chill, 2007
- In the Wall, 2007
- Definitely, Maybe, 2008
- The Wrestler, 2008
- Blood: The Last Vampire, 2009
- Moon, 2009
- L'affaire Farewell, 2009
- The Rebound, 2010
- Black Swan, (2010)
- Vingança Rápida, (2010)
- Mass Effect 3, (2012)
- Stoker, (2013)
- Noé, (2014)
- Loving Vincent, (2017)